# Белтрансгаз
Белтрансгаз — відкрите акціонерне товариство, що здійснює імпорт російського газу до Білорусі та його транзит через територію республіки до Європи по власних мережах. Компанія виступає оператором білоруської ділянки магістрального трубопроводу «Ямал-Європа». Власником 100 % відсотків компанії є ВАТ Газпром.

## Історія
25 жовтня 1960 створено Мінське управління магістральних газопроводів.
В 1973 році Мінське управління магістральних газопроводів перетворено в Західне виробниче об'єднання з транспортування та постачання газу «Западтрансгаз».
10 листопада 1992 р. державне підприємство «Западтрансгаз» (раніше виробниче об'єднання «Западтрансгаз») перетворено в державне підприємство з транспортування і постачання газу «Белтрансгаз».
31 березня 2003 був підписаний наказ Міністерства економіки "Про створення відкритого акціонерного товариства в процесі роздержавлення і приватизації державної власності Республіканського унітарного підприємства з транспортування та постачання газу «Белтрансгаз».
18 травня 2007 підписання договору (між Державним комітетом з майна Республіки Білорусь і ВАТ «Газпром») купівлі-продажу ВАТ «Газпром» частини належних Білорусі акцій ВАТ «Белтрансгаз». В рамках цього договору білоруська сторона протягом 2007–2010 років щорічно здійснювала продаж по 12,5 % простих іменних акцій ВАТ «Белтрансгаз».
25 листопада 2011 ВАТ «Газпром» придбав решту 50 % акцій ВАТ «Белтрансгаз» і став його повноправним власником.
21 грудня 2011 Олексій Міллер поінформував, що прийнято рішення перейменувати компанію в «Газпром трансгаз Білорусь».